# Formula di Laguerre
La formula di Laguerre (prende il nome da Edmond Laguerre) esprime l'angolo acuto {\displaystyle \phi } tra due rette reali proprie.
{\displaystyle \phi =|{\frac {i}{2}}\operatorname {Log} \operatorname {Cr} (I_{1},I_{2},P_{1},P_{2})|}
Significato dei simboli:
- {\displaystyle \operatorname {Log} } è il logaritmo principale
- {\displaystyle \operatorname {Cr} } è il birapporto di quattro punti allineati
- {\displaystyle P_{1}} e {\displaystyle P_{2}} sono i punti all'infinito delle due rette
- {\displaystyle I_{1}} e {\displaystyle I_{2}} sono le intersezioni del cerchio assoluto, di equazioni {\displaystyle x_{0}=x_{1}^{2}+x_{2}^{2}+x_{3}^{2}=0}, con la retta congiungente {\displaystyle P_{1}} e {\displaystyle P_{2}}.

L'espressione dentro le barre di modulo è un numero reale.
La formula di Laguerre trova applicazione in computer vision, visto che il cerchio assoluto ha un'immagine sul piano retinale che è invariante per movimenti della camera, e il birapporto di quattro punti allineati è uguale al birapporto delle loro immagini sul piano retinale.

## Dimostrazione
È lecito supporre che le due rette siano per l'origine. Siccome il cerchio assoluto è invariante per isometrie, si può anche supporre che la prima retta sia l'asse x e che la seconda retta giaccia nel piano z=0. Le coordinate omogenee dei quattro punti nella formula sono rispettivamente
{\displaystyle (0,1,i,0),\ (0,1,-i,0),\ (0,1,0,0),\ (0,\cos \phi ,\pm \sin \phi ,0).}
Le loro coordinate non omogenee sulla retta impropria del piano z=0 sono {\displaystyle i}, {\displaystyle -i}, 0, {\displaystyle \pm \sin \phi /\cos \phi }. (L'eventuale scambio di {\displaystyle I_{1}} e {\displaystyle I_{2}} trasforma il birapporto nel suo reciproco, quindi la formula per {\displaystyle \phi } dà il medesimo risultato.) Dalla formula del birapporto si ottiene
{\displaystyle \operatorname {Cr} (I_{1},I_{2},P_{1},P_{2})=-{\frac {-i\cos \phi \pm \sin \phi }{i\cos \phi \pm \sin \phi }}=e^{\pm 2i\phi }.}